# Талон (Магаданская область)
Талон — село в Магаданской области России. Входит в Ольский район и соответствующий ему муниципальный округ.

## География
Расположено на левом берегу реки Тауй, в 150 км к западу по прямой от райцентра Олы и в 120 км к западу от Магадана.

## Название
Название в переводе с якут. толоон — «долина». или с франц. Talon

## История
С 2005 до 2015 года — административный центр сельского поселения село Талон.

## Население
| 2002 | 2010 | 2012 | 2013 | 2014 | 2015 | 2018 |
| ---- | ---- | ---- | ---- | ---- | ---- | ---- |
| 638  | ↘464 | ↘459 | ↘431 | ↘412 | ↘404 | ↘361 |
| 2020 | 2021 |      |      |      |      |      |
| ↘342 | ↘210 |      |      |      |      |      |

## Улицы
| - пер. Больничный - пер. Восточный - ул. Зелёная - ул. Комсомольская - ул. Лесная - ул. Мира - ул. Молодёжная | - ул. Речная - ул. Советская - ул. Центральная - пер. Центральный - пер. Школьный - ул. Юбилейная - пер. Юбилейный |